# Campaña del Magdalena
La Campaña del Magdalena fue una operación militar que se dio a fines de 1812 y a principios de 1813 mediante la cual Simón Bolívar (1783-1830), se apoderó en nombre de las Provincias Unidas de la Nueva Granada del curso del río Magdalena, ruta que conecta Cartagena de Indias con el interior del territorio.

## Antecedentes
En julio de 1812 las Provincias Unidas de Venezuela colapsaron ante la ofensiva realista, produciéndose el restablecimiento de la Capitanía General homónima. Numerosos oficiales y políticos caraqueños (como Bolívar) tuvieron que exiliarse en Cartagena a fines de ese año. 
El puerto caribeño se había proclamado independiente el 11 de noviembre de 1811, convirtiéndose desde entonces en el principal bastión revolucionario de la región. La vecina Santa Marta había seguido un camino muy distinto. El 10 de agosto de 1810 se había formado la Junta Superior Provincial de Santa Marta, que se mostró muy pronto partidaria de la independencia. Sin embargo, esta fue depuesta el 22 de diciembre del mismo año. Se iniciaba así un largo periodo de guerra entre esta ciudad y su vecina Cartagena (algo común en la Nueva Granada de aquella época) con poca intervención externa. A finales de 1811 la Nueva Granada estaba dividida entre las Provincias Unidas, Cundinamarca y los territorios realistas en un conflicto cuya intensidad subía continuamente.
En tierras de la misma provincia de Cartagena estallaron en septiembre de 1812 una serie de insurrecciones realistas protagonizadas por indios, específicamente en la sábana de Corozal, y en Tolú, alentados por los curas locales y el rechazo a las exigencias de las autoridades del puerto que pedían recursos al campo circundante constantemente. Los realistas supieron aprovechar el resentimiento social de los indios contra criollos y mestizos, lo que era fácil, pues había una oposición generalizada de los indios a las revoluciones liberales que significaban la abolición del corporativismo que caracterizaba las sociedades del antiguo régimen y, en especial, de los derechos de las comunidades indígenas. Los monárquicos conseguían así bloquear la ruta del Magdalena, lo que supuso un duro golpe al esfuerzo bélico cartagenero pues le negaba los víveres que tanto necesitaba la ciudad. Esta se encontraba aislada, rodeada por tropas realistas en Ayapel, Panamá y Santa Marta que recibían suministros constantes desde Cuba.
Buscando apoyo para emprender la recuperación de su natal Venezuela, Bolívar y otros exiliados redactaran el Manifiesto de Cartagena el 15 de diciembre de 1812, un análisis político y militar de las causas que provocaron la caída de la Primera República de Venezuela y una exhortación a la Nueva Granada a no cometer los mismos errores que Venezuela, como el federalismo, la lucha de facciones políticas o el fanatismo religioso según él, para no correr la misma suerte proponía fórmulas que ayudaran a remediar las divisiones y a promover la unión de los distintos pueblos de Hispanoamérica para lograr la independencia.

## Campaña
Al poco llegar Bolívar solicitó al gobierno de Cartagena prestar servicio en sus tropas pero solo le fue concedido el mando de una guarnición de setenta hombres en la pequeña localidad de Barrancas. Al principio, Bolívar estaba subordinado al aventurero francés Pierre Labatut (1768-1849). 
Mientras los realistas samarios se prepararon para marchar contra Cartagena, rica provincia de doscientos mil habitantes, juntaron más de mil quinientos soldados a orillas del Magdalena para atacar el puerto pero antes debían tomar Mompox (Mompós); los momposinos los rechazaron, recibiendo su urbe el título de Ciudad valerosa. Sin embargo, los samarios consiguieron saquear Guamal y El Banco, además de tomar Valledupar y Riohacha. Entre tanto, muchos de los numerosos venezolanos exiliados se unían a las fuerzas del coronel peninsular Manuel Cortés Campomanes, quien avanzó con seiscientos hombres por el Magdalena, después de reunir a más hombres en el Sitio del Carmen, poco después el 12 de noviembre en el arroyo de Mancomoján, fue emboscado por numerosas milicias realistas al mando de Aguardole Rebustillo, dando inicio a la Batalla de Mancomojan. Dos días después chocaron nuevamente en el pueblo de Ovejas, resultando ambos enfrentamientos en victorias republicanas. Rebustillo escapó a la provincia de Santa Marta, Córtes Campomanes se dedicó, en cambio, a reprimir a los alzados. El 26 de noviembre Miguel Carabaño tomó el fuerte de Cispatá, destacando la matanza de prisioneros que ejercieron los venezolanos, según él «para aplacar, según dijeron, los manes de tantas víctimas sacrificadas por los españoles en odio de la libertad». Reconquistando luego la zona del Río Sinú. 
En contra de las órdenes de Labatut, decidió tomar la iniciativa realizando una campaña para derrotar a las partidas realistas que se encontraban en las poblaciones a las orillas del Magdalena a la vez que aumentaba el adiestramiento y el contingente de sus tropas (23 de diciembre). Como resultado de esta campaña, logró tomar Tenerife, Guamal, El Banco, Mompós, Tamalameque y Puerto Real de Ocaña; logró derrotar a diversas guerrillas realistas que operaban en la zona y finalmente ocupó Ocaña (10 de enero de 1813).
Por su parte, el propio Labatut inició su campaña. Reunió 200 milicianos de Barranquilla, dos lanchas y otros navíos de menor calado. Se apoderaron de las fortalezas de Sitio Nuevo, El Palmar y Sitio Viejo, apoderándose de 16 cañones y 4 bongos armados a inicios de noviembre de 1812. Luego Labatut atacó Gúaimaro el 18 de noviembre con 340 soldados, capturando gran cantidad de artillería y municiones, además de otros 4 bongos y 1 lancha cañonera. El francés quedó a cargo del gobierno de la zona. Luego tomó el Cerro de San Antonio donde se atrincheraban algunos realistas y aseguró el Bajo Magdalena para su causa.

## Consecuencias
Tras estos éxitos, Bolívar se dedicó a la organización de lo que será la Campaña Admirable, volviendo a Caracas en agosto de 1813, dejando su división al mando del coronel Manuel del Castillo (1781-1816) para detener al realista Ramón Correa (1767-1822), quien avanzaba hacia el interior de la Nueva Granada. Castillo llegó a Mompox, donde parte de la tropa desertó, ordenando el coronel el fusilamiento de algunos soldados para restablecer el orden. Escaso de fusiles y pólvora también, Castillo debió recorrer la zona del Magdalena para conseguirlos. Finalmente, Castillo pedirá ayuda a Bolívar, quien derrotó a Correa en Cúcuta, iniciando así su campaña (28 de febrero). También los cartageneros salieron ganando, dominaban el curso del Magdalena, teniendo vía libre para surcarlo, apoderándose también un centenar de cañones y gran cantidad de armamento y municiones.
Por su parte, Labatut marchó contra Santa Marta con 500 efectivos; atravesó la Ciénaga Grande, tomó Zispatá y San Juan de la Sabana (o de la Ciénaga) y el 6 de enero entró en la propia Santa Marta, saqueándola. El gobernador, coronel José Castillo, se embarcó rumbo a Portobello, y eso a pesar de que disponía de más de 1000 soldados, pero sus fuerzas estaban mal armadas y eran indisciplinadas. El 4 de febrero tomaba Valledupar y el 26 de marzo se producirá un alzamiento pro-independentista en Barrancas.
Pero el dominio del francés no duro mucho. En marzo sus fuerzas apresaron a un indio guajiro, provocando la inmediata insurrección de las tribus de Mamatoco y Bonda. Sus guerreros inmediatamente marcharon a Santa Marta, uniéndoseles los realistas samarios ocultos en la selva o atrincherados en Riohacha. Sumaban más de dos mil combatientes. Los realistas capitaneados por Antonio Núñez (cacique de Mamatoco) expulsaron a Labatut el 5 de marzo, salvándose solo porque pudo abordar el velero "Indagadora" que comandaba el peninsular Rafael Tono Llopis, dejando a sus tropas a su suerte. Tras esto llegó a Barranquilla donde Carabaño lo apreso y desterró a las Antillas. Luego los samarianos y guajiros recuperaron Valledupar. Sin perder el tiempo tropas regulares fueron enviadas a Maracaibo y Riohacha, estaba presente la intención de volver a atacar Cartagena.
Poco después el también francés Luis Fernando Chatillon con una flotilla de un bergantín, dos corbetas y algunos navíos menores transporto un millar de milicianos y amenazó Santa Marta. Desembarcaron en Papáres y Toribio e intentaron tomar San Juan de la Ciénaga. Fueron rechazados dos veces por el capitán Narciso Crespo y doscientos indios locales. El coronel Chatillon murió con cuatro centenares de sus hombres, otros cien fueron capturados junto a toda la artillería, municiones y armamento (10 y 11 de mayo). El 30 de mayo llegó Francisco Montalvo (1754-1822), recién nombrado Capitán General del Nuevo Reino de Granada, a Santa Marta (las Cortes de Cádiz habían suprimido el título de virreyes). El puerto se convertía de facto en la capital monárquica neogranadina hasta la llegada Morillo. 
Las provincias realistas, devastadas por la guerra como el resto de la Nueva Granada, tenían 62.000 pobladores en el caso de Santa Marta y 9.000 de Riohacha (cifras de 1808). Al menos cinco mil vivían en la capital de la primera antes de la guerra; a finales de 1814, tras la devastadora ocupación que dejó la urbe prácticamente en ruinas y con muchos edificios abandonados, quedaban menos de 3.000. En 1816 el cacique Núñez fue nombrado capitán de los ejércitos realistas.